# Macromia calliope
Macromia calliope är en trollsländeart som beskrevs av Friedrich Ris 1916. Macromia calliope ingår i släktet Macromia och familjen skimmertrollsländor. IUCN kategoriserar arten globalt som livskraftig. Inga underarter finns listade i Catalogue of Life.